# Puchar Europy w Lekkoatletyce 1970 – półfinał kobiet (Berlin)
Półfinał pucharu Europy w lekkoatletyce w 1970 kobiet odbył się 2 sierpnia w Berlinie na stadionie Friedrich-Ludwig-Jahn-Sportpark. Był to jeden z trzech półfinałów. Pozostałe odbyły się w Bukareszcie i Herford.
Wystąpiło siedem zespołów, z których dwa najlepsze awansowały do finału.
Renate Meißner wyrównała podczas tych zawodów rekord świata w biegu na 100 metrów z czasem 11,0 s.

## Klasyfikacja generalna
| Poz. | Reprezentacja   | Punkty |
| ---- | --------------- | ------ |
| 1    | NRD             | 84     |
| 2    | Wielka Brytania | 73     |
| 3    | Holandia        | 58     |
| 4    | Francja         | 55     |
| 5    | Dania           | 34     |
| 6    | Finlandia       | 32     |
| 7    | Norwegia        | 28     |

## Wyniki indywidualne
Kolorami oznaczono zawodniczki reprezentujące zwycięskie drużyny.

### Bieg na 100 metrów
| Lp. | Państwo         | Zawodniczka          | Wynik  |
| --- | --------------- | -------------------- | ------ |
| 1.  | NRD             | Renate Meißner       | 11,0 = |
| 2.  | Francja         | Sylviane Telliez     | 11,4   |
| 3.  | Wielka Brytania | Val Peat             | 11,4   |
| 4.  | Holandia        | Wilma van den Berg   | 11,4   |
| 5.  | Dania           | Birthe Pedersen      | 11,7   |
| 6.  | Finlandia       | Mona-Lisa Strandvall | 11,9   |
| 7.  | Norwegia        | Berit Berthelsen     | 12,0   |

### Bieg na 200 metrów
| Lp. | Państwo         | Zawodniczka          | Wynik  |
| --- | --------------- | -------------------- | ------ |
| 1.  | NRD             | Renate Meißner       | 22,7 = |
| 2.  | Wielka Brytania | Margaret Critchley   | 23,2 = |
| 3.  | Holandia        | Wilma van den Berg   | 23,4   |
| 4.  | Francja         | Sylviane Telliez     | 23,5   |
| 5.  | Finlandia       | Mona-Lisa Strandvall | 24,1   |
| 6.  | Dania           | Birthe Pedersen      | 24,4   |
| 7.  | Norwegia        | Eva Paulsen          | 25,2   |

### Bieg na 400 metrów
| Lp. | Państwo         | Zawodniczka        | Wynik  |
| --- | --------------- | ------------------ | ------ |
| 1.  | Francja         | Colette Besson     | 52,7   |
| 2.  | NRD             | Helga Fischer      | 52,8 = |
| 3.  | Holandia        | Stans Brehm        | 53,9   |
| 4.  | Wielka Brytania | Jannette Champion  | 54,4   |
| 5.  | Dania           | Birgitte Jennes    | 54,6   |
| 6.  | Finlandia       | Riitta Hagman      | 56,1   |
| 7.  | Norwegia        | Gerd von der Lippe | 58,1   |

### Bieg na 800 metrów
| Lp. | Państwo         | Zawodniczka          | Wynik  |
| --- | --------------- | -------------------- | ------ |
| 1.  | Holandia        | Ilja Keizer          | 2:03,7 |
| 2.  | Wielka Brytania | Sheila Carey         | 2:03,8 |
| 3.  | NRD             | Barbara Wieck        | 2:04,1 |
| 4.  | Dania           | Annelise Damm Olesen | 2:04,3 |
| 5.  | Norwegia        | Grete Andersen       | 2:07,3 |
| 6.  | Finlandia       | Aila Virkberg        | 2:10,0 |
| 7.  | Francja         | Monique Baulu        | 2:10,7 |

### Bieg na 1500 metrów
| Lp. | Państwo         | Zawodniczka         | Wynik  |
| --- | --------------- | ------------------- | ------ |
| 1.  | NRD             | Gunhild Hoffmeister | 4:15,8 |
| 2.  | Wielka Brytania | Rita Ridley         | 4:17,3 |
| 3.  | Holandia        | Anneke de Lange     | 4:17,9 |
| 4.  | Norwegia        | Wenche Sørum        | 4:18,7 |
| 5.  | Finlandia       | Pirjo Vihonen       | 4:31,1 |
| 6.  | Dania           | Karna Bjarup        | 4:35,4 |
| 7.  | Francja         | Catherine Michaud   | 4:37,7 |

### Bieg na 100 metrów przez płotki
| Lp. | Państwo         | Zawodniczka          | Wynik  |
| --- | --------------- | -------------------- | ------ |
| 1.  | NRD             | Annelie Jahns        | 13,1   |
| 2.  | Wielka Brytania | Christine Bell       | 13,4   |
| 3.  | Francja         | Jeanne Schoebel      | 13,7   |
| 4.  | Holandia        | Mieke Sterk          | 13,7   |
| 5.  | Dania           | Annelise Damm Olesen | 13,8   |
| 6.  | Finlandia       | Sirkka Norrlund      | 13,8 = |
| 7.  | Norwegia        | Reidun Corneliussen  | 14,8   |

### Sztafeta 4 × 100 metrów
| Lp. | Państwo         | Zawodniczki                                                                | Wynik |
| --- | --------------- | -------------------------------------------------------------------------- | ----- |
| 1.  | Wielka Brytania | Val Peat Anita Neil Margaret Critchley Helen Golden                        | 44,2  |
| 2.  | NRD             | Bärbel Schrickel Renate Meißner Marion Wagner Karin Balzer                 | 44,2  |
| 3.  | Holandia        | Trudy Ruth Corrie Bakker Wilma van den Berg Mieke Sterk                    | 44,8  |
| 4.  | Francja         | Sylviane Telliez Gabrielle Meyer Véronique Grandrieux Dominique Descatoire | 45,0  |
| 5.  | Dania           | Pia Lund Inge Jensen Ulla Østerberg Birthe Pedersen                        | 46,5  |
| 6.  | Norwegia        | Kirsten Røthe Tone Svarstad Sidsel Kjellås Berit Berthelsen                | 47,0  |
| 7.  | Finlandia       | Mona-Lisa Strandvall Pirjo Wilmi Elina Ala-Fossi Marika Eklund             | 47,8  |

### Sztafeta 4 × 400 metrów
| Lp. | Państwo         | Zawodniczki                                                   | Wynik  |
| --- | --------------- | ------------------------------------------------------------- | ------ |
| 1.  | NRD             | Waltraud Dietsch Renate Marder Helga Fischer Monika Zehrt     | 3:32,0 |
| 2.  | Wielka Brytania | Barbara Lyall Rosemary Stirling Pat Lowe Maureen Tranter      | 3:34,4 |
| 3.  | Francja         | Colette Besson Monique Noirot Éliane Jacq Marie-Claude Druel  | 3:34,9 |
| 4.  | Dania           | Pia Lund Annelise Damm Olesen Kirsten Høiler Birgitte Jennes  | 3:41,1 |
| 5.  | Holandia        | Miep van Beek Toos Peters Mirna van der Hoeven Stans Brehm    | 3:43,2 |
| 6.  | Finlandia       | Marika Eklund Pirjo Wilmi Ruth Lindfors Riitta Hagman         | 3:47,4 |
| 7.  | Norwegia        | Gerd von der Lippe Oddbjørg Helstad Liv Rundberg Siri Hemstad | 3:49,6 |

### Skok wzwyż
| Lp. | Państwo         | Zawodniczka       | Wynik |
| --- | --------------- | ----------------- | ----- |
| 1.  | NRD             | Rita Schmidt      | 1,82  |
| 2.  | Francja         | Evelyne Constans  | 1,73  |
| 3.  | Dania           | Solveig Langkilde | 1,73  |
| 4.  | Wielka Brytania | Ann Wilson        | 1,70  |
| 5.  | Norwegia        | Anne Lise Wærness | 1,70  |
| 6.  | Holandia        | Mary van de Raadt | 1,70  |
| 7.  | Finlandia       | Gun Nordlund      | 1,64  |

### Skok w dal
| Lp. | Państwo         | Zawodniczka      | Wynik |
| --- | --------------- | ---------------- | ----- |
| 1.  | Wielka Brytania | Sheila Sherwood  | 6,67  |
| 2.  | Francja         | Odette Ducas     | 6,24  |
| 3.  | Holandia        | Corrie Bakker    | 6,14  |
| 4.  | NRD             | Monika Peikert   | 6,07  |
| 5.  | Finlandia       | Pirkko Helenius  | 5,91  |
| 6.  | Norwegia        | Berit Berthelsen | 5,81  |
| 7.  | Dania           | Inga Ladegård    | 5,79  |

### Pchnięcie kulą
| Lp. | Państwo         | Zawodniczka          | Wynik |
| --- | --------------- | -------------------- | ----- |
| 1.  | NRD             | Marita Lange         | 17,68 |
| 2.  | Holandia        | Els van Noorduyn     | 17,01 |
| 3.  | Wielka Brytania | Mary Peters          | 15,78 |
| 4.  | Finlandia       | Christine Barck      | 14,68 |
| 5.  | Francja         | Marie-Louise Parguel | 13,35 |
| 6.  | Norwegia        | Astrid Sjultangen    | 12,72 |
| 7.  | Dania           | Karen Inge Halkier   | 12,58 |

### Rzut dyskiem
| Lp. | Państwo         | Zawodniczka           | Wynik |
| --- | --------------- | --------------------- | ----- |
| 1.  | NRD             | Anna Mickler          | 56,70 |
| 2.  | Wielka Brytania | Rosemary Payne        | 51,92 |
| 3.  | Holandia        | Anneke de Bruin       | 48,90 |
| 4.  | Norwegia        | Marit Dalby           | 44,00 |
| 5.  | Francja         | Denise Brial          | 42,16 |
| 6.  | Dania           | Karen Inge Halkier    | 40,34 |
| 7.  | Finlandia       | Marja-Leena Karttunen | 40,14 |

### Rzut oszczepem
| Lp. | Państwo         | Zawodniczka     | Wynik |
| --- | --------------- | --------------- | ----- |
| 1.  | NRD             | Ruth Fuchs      | 55,68 |
| 2.  | Finlandia       | Kirsti Launela  | 53,74 |
| 3.  | Wielka Brytania | Anne Farquhar   | 46,70 |
| 4.  | Francja         | Martine Bordet  | 45,34 |
| 5.  | Norwegia        | Elin Pentz      | 43,02 |
| 6.  | Holandia        | Hanneke Jansen  | 41,66 |
| 7.  | Dania           | Nina Carstensen | 41,02 |